# Yeallequelleh District
Yeallequelleh District är ett distrikt i Liberia. Det ligger i regionen Bong County, i den centrala delen av landet, 140 km öster om huvudstaden Monrovia.
Antalet invånare uppgick, enligt folkräkningen 2022, till 43 695.